# Joseph Aloys August Partsch
Joseph Aloys August Partsch, född 2 september 1882 i Breslau, död 30 mars 1925 i Genève, var en tysk jurist. Han var son till Joseph Partsch.
Partsch blev juris doktor i Breslau 1905, extra ordinarie professor i Genève 1906 samt ordinarie professor i Göttingen 1910, i Freiburg im Breisgau 1911, i Bonn 1920 och i Berlin 1922. Han promoverades till hedersdoktor i Groningen 1914 och i Rostock 1919.
Partsch utgav en mängd ansedda skrifter, särskilt på de antika rättssystemens områden, däribland Die Schriftformel im römischen Provinzialprozesse (1905), Die longi temporis praescriptio (1906), Griechisches Bürgschaftsrecht I (1909), Studien zur negotiorum gestio I (1913) samt åtskilliga bidrag till Heidelbergs vetenskapsakademis mötesberättelser.